# Tricholoma caligatum
Tricholoma caligatum (Viv.) Ricken, Die Blätterpilze: 331 (1914)

## Descrizione della specie
Cappello
8-20 cm di diametro; emisferico, poi convesso, con orlo involuto; umbonato, coperto di grosse squame fibrose, adnate, di colore giallo-ruggine o bruno-grigiastro; orlo nell'esemplare giovane attaccato al gambo che poi si lacera lasciando residui appendicolati
Lamelle
Fitte, adnato-arrotondate, biancastre, imbrunenti al tocco.
Gambo
9-20 cm di altezza e 2-3 cm di spessore; cilindrico, pieno, bianco al di sopra dell'anello, al di sotto dell'anello è ricoperto di squame che gli conferiscono un aspetto "marmorizzato", concolore al cappello.
Anello
Biancastro, largo, membranoso.
Carne
Bianca, soda, fibrosa nel gambo.
- Odore: gradevole di formaggio Camembert.
- Sapore: amarognolo.

Spore
Bianche, ovali, o lievemente ellittiche, lisce, 6-8 x 4-5,5 µm.

## Commestibilità
Edule ma sconsigliato per il sapore amarognolo un po' forte e pertanto non da tutti apprezzato. Inoltre un consumo eccessivo può causare nausea. 

Emana un odore forte di formaggio Camembert. Si presta molto bene alla conservazione sott' olio.

## Habitat
gregario nei boschi di conifere o misti, ma preferisce boschi di pini, fruttifica in estate e autunno, talvolta anche in maggio-giugno.

## Etimologia
Dal latino caliga = calzare, per il gambo rivestito di residui del velo generale.

## Sinonimi e binomi obsoleti
- Agaricus caligatus Viv., I Funghi d'Italia (Genova): 40 (1834)
- Armillaria caligata (Viv.) Gillet, Hyménomycètes (Alençon): 79 (1874)
- Sphaerocephalus caligatus (Viv.) Raithelh. [as 'caligatum'], Metrodiana 8(2-3): 52 (1979)

## Var. nauseosum
Il "Tricholoma caligatum var. nauseosum" è una varietà di T. caligatum molto conosciuta ed apprezzata in Giappone, dove è nota con l'appellativo di Tricholoma matsutake (vedi foto).

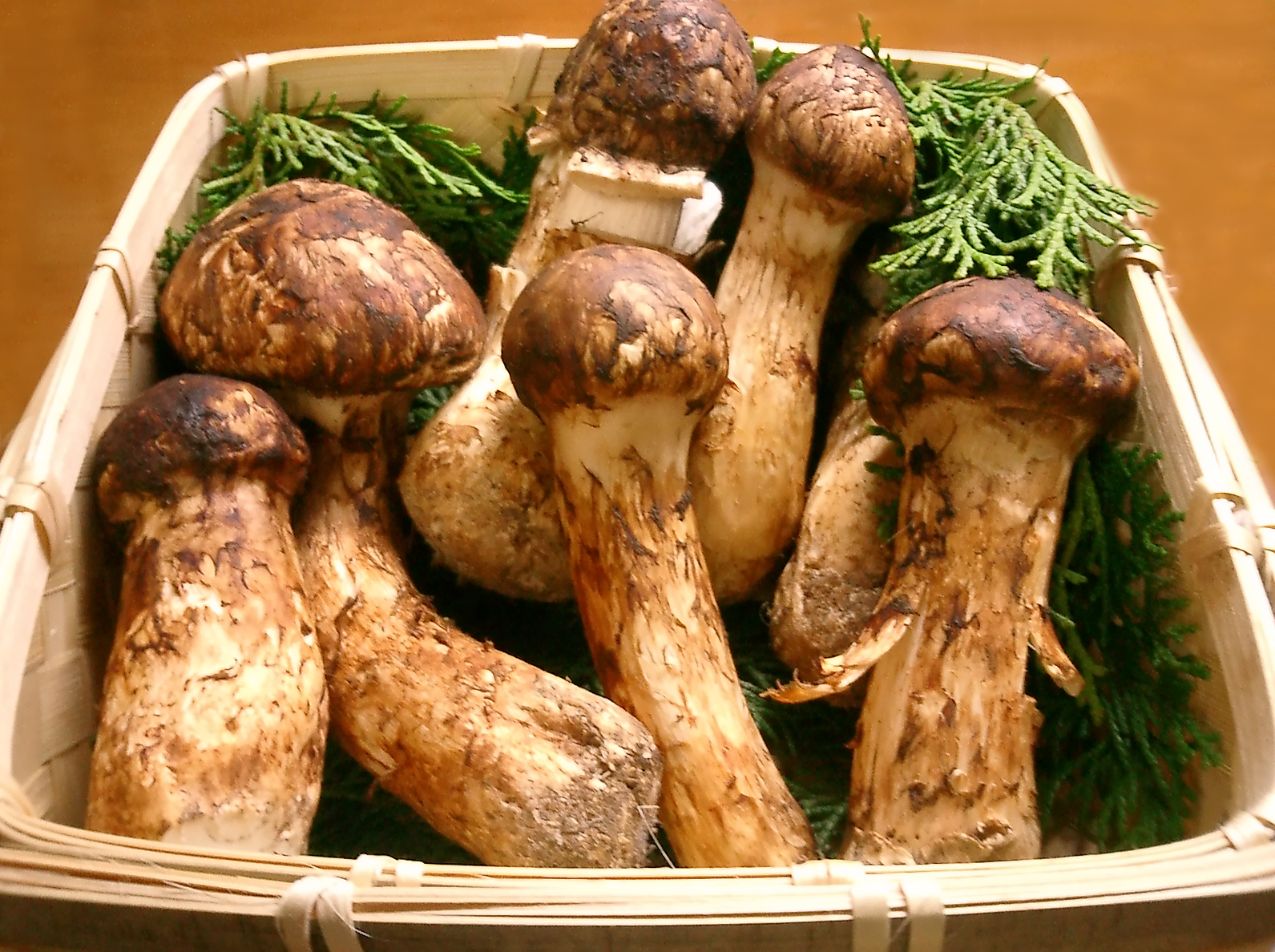
Esemplari di T. matsutake

.